# Push (Bros-album)
A Push a brit pop csapat Bros első debütáló albuma, mely 1988. március 28-án jelent meg. Az albumról hivatalosan 5 kislemezt jelentettek meg. Többek között az I Owe You Nothing címűt, mely 1988. júniusában az Egyesült Királyság kislemezlistáján 1. helyezést ért el. Az album a brit albumlistán szintén 2. helyezett volt, és 54. hétig volt helyezés, valamint négyszeres platina státuszt kapott az Egyesült Királyságban.
2013-ban az album megjelenésének 25. évfordulója alkalmából az albumot újra masterelték, és bővített kiadásban megjelentették. A Silent Night című dal eredetileg a Cat Among the Pigeons című kislemezen volt hallható, és az album bővített kiadására is felkerült.

## Megjelenések
CD  US Epic – EK 44285 
1. When Will I Be Famous?	5:02
2. Drop The Boy	4:08
3. Ten Out Of Ten	4:06
4. Liar	3:42
5. Love To Hate You	5:17
6. I Owe You Nothing 3:42
7. I Quit	3:32
8. It's A Jungle Out There	4:14
9. Shocked	4:19
10. Cat Among The Pigeons	4:05

## Slágerlisták

### Heti összesítések
| Slágerlista(1988)                       | Legjobb helyezések |
| --------------------------------------- | ------------------ |
| Ausztrália (ARIA)                       | 4                  |
| Ausztria (Ö3 Austria)                   | 14                 |
| Belgium (Ultratop Flandria)             | 5                  |
| Hollandia (MegaCharts)                  | 32                 |
| Európa Album Chart                      | 6                  |
| Finnország (Suomen virallinen lista)    | 7                  |
| Franciaország (SNEP)                    | 22                 |
| Németország (Offizielle Top 100)        | 6                  |
| Izland (Tonlist)                        | 2                  |
| Írország (IRMA)                         | 1                  |
| Olaszország (FIMI)                      | 7                  |
| Japán (Oricon)                          | 49                 |
| Új-Zéland (RIANZ)                       | 1                  |
| Norvégia (VG-lista)                     | 6                  |
| Spanyolország (PROMUSICAE)              | 31                 |
| Svédország (Sverigetopplistan)          | 29                 |
| Svájc (Schweizer Hitparade)             | 3                  |
| Egyesült Királyság (OCC)                | 2                  |
| Amerikai Egyesült Államok Billboard 200 | 171                |
| Zimbabwe (ZIMA)                         | 10                 |

### Év végi összesítések
| Slágerlista (1988)                                | Legjobb helyezések |
| ------------------------------------------------- | ------------------ |
| Ausztrália Australian Albums Chart                | 9                  |
| Ausztria Austrian Albums Chart                    | 22                 |
| Franciaország French Albums Chart                 | 30                 |
| Németország German Albums Chart                   | 28                 |
| Olaszország Italian Albums Chart                  | 51                 |
| Norvégia Norwegian Albums Chart (Russetid Period) | 8                  |
| Egyesült Királyság UK Albums Chart                | 4                  |

## Eladások
| Ország                     | Minősítés  | Eladások |
| -------------------------- | ---------- | -------- |
| Ausztrália                 | 2x platina | 140.000  |
| Franciaország (SNEP)       | 2x arany   | 200.000  |
| Németország (BVMI)         | Arany      | 250.000  |
| Egyesült Királyság (BPI)   | 4x platina | 500.000  |
| Írország (IRMA)            | 5x platina | 75.000   |
| Új-Zéland (RMNZ)           | platina    | 15.000   |
| Spanyolország (PROMUSICAE) | arany      | 50.000   |
| Svájc (IFPI)               | arany      | 25.000   |